# Rudolf Kasztner

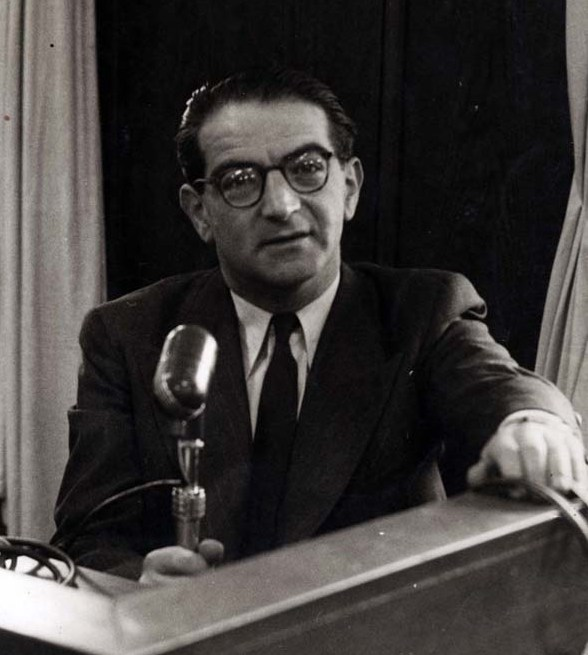
Rudolf Israel Kastner la începutul anilor 1950, vorbind într-o emisiune a radioului israelian în limba maghiară

Rudolf (Rezső) Kastner (Kasztner), cunoscut în ebraică cu numele Israel Kastner, (în ebraică ישראל קסטנר; (n. 1906, Cluj, Austro-Ungaria – d. 15 martie 1957, Tel Aviv, Israel) a fost un ziarist, jurist și activist sionist evreu din Transilvania și Ungaria, care a condus de facto (ca vicepreședinte) mica organizație evreiască de asistență Va'ad HaEzrah Vehatzalah (Vaada) sau Comitetul de Ajutor și Salvare din Budapesta, în 1944, când Ungaria (inclusiv Transilvania de Nord) se afla sub ocupație germană nazistă. Comitetul și-a propus să ajute și să salveze evrei din Ungaria (care cuprindea atunci și Transilvania de Nord, Slovacia și Ucraina subcarpatică), precum și din Polonia, de pericolul iminent al deportării și exterminării, în perioada aplicării politicii de genocid împotriva acestei naționalități din țările căzute în sfera de influență sau ocupate de Germania nazistă.
În perioada când Ungaria a fost ocupată de trupele naziste, în timpul celui de-Al Doilea Război Mondial, Kasztner a fost unul din intermediarii dintre comunitatea evreiască din Ungaria și autoritățile naziste. După eliberare, a emigrat în Israel unde a activat în Mapai, partidul muncitoresc de guvernământ din acea perioadă. Activitatea sa în timpul Holocaustului a stârnit, după un deceniu, dispute grave, culminând cu procese, Kasztner fiind în cele din urmă asasinat de un conațional, militant de extremă dreaptă.

## Date biografice
Rudolf (Rezső) Israel Kasztner s-a născut în 1906 la Cluj (Kolozsvár) în Transilvania, pe atunci parte a Ungariei în cadrul Imperiului Austro-Ungar, într-o familie de evrei maghiarofoni, cum erau în perioada aceea majoritatea evreilor din acea regiune.
Tatăl său, Izsak (Itzhak) Kasztner, evreu religios, se ocupa cu comerțul, iar mama sa, Helén, întreținea de fapt bunul mers al magazinului familiei. Familia mai avea doi fii.
O nepoată a lui dr Rudolf Kasztner este ziarista și activista feministă israeliană Merav Michaeli, deputată în Knesset si  liderul Partidului Muncii din Israel începând din ianuarie 2021.

## Rudolf Kasztner în fața justiției
Rudolf Kasztner a fost acuzat într-un ziar israelian de a fi colaborat cu naziștii. Autoritățile statului, conform deciziei consilierului juridic al guvernului Haim Cohen - ulterior judecător la Curtea Supremă -, l-au dat în judecată pe autorul articolului, Malkiel Grünwald, sub acuzația de calomnie. Însă mărturiile prezentate la proces s-au întors împotriva lui Kasztner. La sfârșitul procesului, în formularea sentinței, judecătorul (dr. Binyamin Halevi), a făcut afirmația că dr. Kasztner și-ar fi „vândut sufletul diavolului”. Verdictul a cutremurat opinia publică israeliană (Kasztner era funcționar important și membru al partidului de guvernământ, partidul muncitoresc „Mapai”) și a cauzat o criză de guvern. Un tânăr militant de extremă dreaptă, Zeev Eckstein, în conspirație cu alți doi atentatori, convinși de vinovăția lui Kasztner, l-a împușcat la Tel Aviv, la 3-4 martie 1957, victima atentatului decedând la spital după 9 zile, la 15 martie 1957.
Kasztner a fost reabilitat parțial, în 1958, după ce în cadrul recursului, Curtea Supremă a Israelului, a anulat două și cele mai grave din cele trei acuzații acceptate în sentința judecătorului Halevi din instanța inferioară. A treia acuzație, care a rămas neinfirmată, se referea la mărturia dată de Kasztner la procesul criminalilor naziști de la Nürnberg în favoarea ofițerului SS Kurt Becher.
Unele surse atribuie această mărturie unor posibile considerente diplomatice legate de interese ale serviciilor secrete evreiești din Palestina și ale puterilor occidentale, care voiau să-și asigure o anumită cooperare cu Kurt Becher după război, pentru a profita de informațiile pe care acesta le deținea.